# Samoa nos Jogos Olímpicos de Verão de 2024
Samoa participou dos Jogos Olímpicos de Verão de 2024, realizados em Paris, na França. Foi a 11.ª aparição do país nos Jogos Olímpicos desde a estreia em Los Angeles 1984 como Samoa Ocidental.
Foi representado por 24 atletas que competiram em nove esportes, mas nenhum conquistou medalhas.

## Competidores
Esta foi a participação por modalidade nesta edição:
| Esporte        | Masculino | Feminino | Total |
| -------------- | --------- | -------- | ----- |
| Atletismo      | 1         | 0        | 1     |
| Boxe           | 1         | 0        | 1     |
| Canoagem       | 1         | 1        | 2     |
| Halterofilismo | 1         | 1        | 2     |
| Judô           | 1         | 0        | 1     |
| Lutas          | 1         | 0        | 1     |
| Natação        | 1         | 1        | 2     |
| Rugby sevens   | 12        | 0        | 12    |
| Vela           | 1         | 1        | 2     |
| Total          | 20        | 4        | 4     |

## Desempenho

### Atletismo
- Q = Qualificado para a próxima fase
- q = Qualificado para a próxima fase como o perdedor mais rápido ou, em eventos de campo, pela posição sem atingir o alvo para qualificação
- N/A = Fase não aplicável para o evento
- Bye = Atleta não precisou disputar aquela fase

Masculino
Eventos de campo
| Atleta    | Evento              | Qualificação | Qualificação | Final | Final | Ref.  |
| Atleta    | Evento              | Marca        | Pos.         | Marca | Pos.  | Ref.  |
| --------- | ------------------- | ------------ | ------------ | ----- | ----- | ----- |
| Alex Rose | Lançamento de disco | 62.88        | 12 q         | 61.89 | 12    | [ 5 ] |

### Boxe
Masculino
| Atleta                 | Evento    | Oitavas                  | Quartas              | Semifinais           | Final / DB           | Final / DB  | Ref.  |
| Atleta                 | Evento    | Adversário Resultado     | Adversário Resultado | Adversário Resultado | Adversário Resultado | Pos.        | Ref.  |
| ---------------------- | --------- | ------------------------ | -------------------- | -------------------- | -------------------- | ----------- | ----- |
| Ato Plodzicki-Faoagali | Até 92 kg | BEL V Schelstraete D 0–5 | Não avançou          | Não avançou          | Não avançou          | Não avançou | [ 6 ] |

### Canoagem

#### Velocidade
Masculino
| Atleta         | Evento     | Eliminatórias | Eliminatórias | Quartas | Quartas | Semifinal   | Semifinal   | Final       | Final       | Ref.  |
| Atleta         | Evento     | Tempo         | Pos.          | Tempo   | Pos.    | Tempo       | Pos.        | Tempo       | Pos.        | Ref.  |
| -------------- | ---------- | ------------- | ------------- | ------- | ------- | ----------- | ----------- | ----------- | ----------- | ----- |
| Tuva'a Clifton | K-1 1000 m | 3:54.49       | 6             | 3:55.20 | 7       | Não avançou | Não avançou | Não avançou | Não avançou | [ 7 ] |

Feminino
| Atleta           | Evento    | Eliminatórias | Eliminatórias | Quartas | Quartas | Semifinal   | Semifinal   | Final       | Final       | Ref.  |
| Atleta           | Evento    | Tempo         | Pos.          | Tempo   | Pos.    | Tempo       | Pos.        | Tempo       | Pos.        | Ref.  |
| ---------------- | --------- | ------------- | ------------- | ------- | ------- | ----------- | ----------- | ----------- | ----------- | ----- |
| Samalulu Clifton | K-1 500 m | 2:02.12       | 7             | 1:59.64 | 8       | Não avançou | Não avançou | Não avançou | Não avançou | [ 8 ] |

### Halterofilismo
Masculino
| Atleta      | Evento     | Arranco | Arranco | Arremesso | Arremesso | Total | Pos. | Ref.  |
| Atleta      | Evento     | Result. | Pos.    | Result.   | Pos.      | Total | Pos. | Ref.  |
| ----------- | ---------- | ------- | ------- | --------- | --------- | ----- | ---- | ----- |
| Don Opeloge | Até 102 kg | 170     | DNF     | —         | —         | —     | DNF  | [ 9 ] |

Feminino
| Atleta          | Evento        | Arranco | Arranco | Arremesso | Arremesso | Total | Pos. | Ref.   |
| Atleta          | Evento        | Result. | Pos.    | Result.   | Pos.      | Total | Pos. | Ref.   |
| --------------- | ------------- | ------- | ------- | --------- | --------- | ----- | ---- | ------ |
| Iuniarra Sipaia | Mais de 81 kg | 105     | 12      | 141       | 9         | 246   | 11   | [ 10 ] |

### Judô
Masculino
| Atleta          | Evento    | Primeira fase        | Oitavas              | Quartas              | Semifinais           | Repescagem           | Final / DB           | Final / DB | Ref.   |
| Atleta          | Evento    | Adversário Resultado | Adversário Resultado | Adversário Resultado | Adversário Resultado | Adversário Resultado | Adversário Resultado | Pos.       | Ref.   |
| --------------- | --------- | -------------------- | -------------------- | -------------------- | -------------------- | -------------------- | -------------------- | ---------- | ------ |
| William Tai Tin | Até 73 kg | TAN A Mlugu D 01–10  | Não avançou          | Não avançou          | Não avançou          | Não avançou          | Não avançou          | =17        | [ 11 ] |

### Lutas

#### Livre
Masculino
| Atleta       | Evento    | Oitavas               | Quartas              | Semifinais           | Repescagem           | Final / DB           | Final / DB  | Ref.   |
| Atleta       | Evento    | Adversário Resultado  | Adversário Resultado | Adversário Resultado | Adversário Resultado | Adversário Resultado | Pos.        | Ref.   |
| ------------ | --------- | --------------------- | -------------------- | -------------------- | -------------------- | -------------------- | ----------- | ------ |
| Gaku Akazawa | Até 65 kg | ALB I Dudaev D 0–10ST | Não avançou          | Não avançou          | Não avançou          | Não avançou          | Não avançou | [ 12 ] |

### Natação
Masculino
| Atleta           | Evento      | Eliminatórias | Eliminatórias | Semifinal   | Semifinal   | Final       | Final       | Ref.   |
| Atleta           | Evento      | Tempo         | Pos.          | Tempo       | Pos.        | Tempo       | Pos.        | Ref.   |
| ---------------- | ----------- | ------------- | ------------- | ----------- | ----------- | ----------- | ----------- | ------ |
| Johann Stickland | 100 m livre | 52.94         | 66            | Não avançou | Não avançou | Não avançou | Não avançou | [ 13 ] |

Feminino
| Atleta      | Evento     | Eliminatórias | Eliminatórias | Semifinal   | Semifinal   | Final       | Final       | Ref.   |
| Atleta      | Evento     | Tempo         | Pos.          | Tempo       | Pos.        | Tempo       | Pos.        | Ref.   |
| ----------- | ---------- | ------------- | ------------- | ----------- | ----------- | ----------- | ----------- | ------ |
| Kaiya Brown | 50 m livre | 28.31         | 48            | Não avançou | Não avançou | Não avançou | Não avançou | [ 14 ] |

### Rugby sevens
Masculino
A seleção nacional masculina de Samoa se classificou para as Olimpíadas ao ficar em segundo lugar no Campeonato da Oceania de Sevens de 2023.
Elenco
A delegação foi composta de 12 jogadores:
- Vaovasa Afa Su'a
- Va'a Apelu Maliko
- Fa'afoi Falaniko
- Lalomilo Lalomilo
- Neueli Leitufia
- BJ Telefoni Lima
- Tom Maiava
- Alamanda Motuga
- Taunu'u Niulevaea
- Steve Onosai
- Motu Opetai
- Paulo Scanlan

Fase de grupos
| Pos | Equipe    | Pts | J | V | E | D | PP | PC | SP  | Classificado     |
| --- | --------- | --- | - | - | - | - | -- | -- | --- | ---------------- |
| 1   | Austrália | 9   | 3 | 3 | 0 | 0 | 64 | 35 | +29 | Quartas de final |
| 2   | Argentina | 7   | 3 | 2 | 0 | 1 | 73 | 46 | +27 | Quartas de final |
| 3   | Samoa     | 5   | 3 | 1 | 0 | 2 | 52 | 49 | +3  |                  |
| 4   | Quênia    | 3   | 3 | 0 | 0 | 3 | 19 | 78 | −59 |                  |

| 24 julho 2024 15:30                                                            |           |                                                                            |                                                   |
| Austrália                                                                      | 21–14     | Samoa                                                                      | Stade de France, Paris Árbitro: FRA Jérémy Rozier |
| Tries: Hutchison (2) 8' c, 14' c Lawson 11' c Conv.: Roache (3/3) 8', 11', 14' | Relatório | Tries: Opetai 3' c Falaniko 15' c Conv.: Scanlan (1/1) 3' Maiava (1/1) 15' | Stade de France, Paris Árbitro: FRA Jérémy Rozier |

| 24 julho 2024 19:30                                                                                 |           |                                                              |                                                        |
| Argentina                                                                                           | 28–12     | Samoa                                                        | Stade de France, Paris Árbitro: URU Francisco González |
| Tries: Osadczuk (2) 2' c, 9' c Graziano 5' c Pellandini 7' c Conv.: Pellandini (4/4) 2', 6', 8', 9' | Relatório | Tries: Maliko 11' c Leitufia 14' m Conv.: Leitufia (1/2) 11' | Stade de France, Paris Árbitro: URU Francisco González |

| 25 julho 2024 14:00 |           |        |                                                  |
| Samoa | 26–0      | Quênia | Stade de France, Paris Árbitro: AUS Reuben Keane |
| Tries: Opetai 3' m Scanlan 8' c Maliko 14' c Onosai 16' c Conv.: Falaniko (1/2) 9' Maiava (1/1) 14' Leitufia (1/1) 17' | Relatório |        | Stade de France, Paris Árbitro: AUS Reuben Keane |

Classificação 9–12
| 25 julho 2024 20:00 |           |                                              |                                                      |
| Samoa | 42–7      | Japão                                        | Stade de France, Paris Árbitro: ITA Gianluca Gnecchi |
| Tries: Scanlan (2) 1' c, 3' c Maliko 9' c Leitufia 10' c Maiava 12' c Lalomilo 14' c Conv.: Leitufia (3/3) 1', 4' Scanlan (2/2) 9', 11' Maiava (1/1) 12' Maliko 15' | Relatório | Tries: Noguchi 8' c Conv.: Taninaka (1/1) 9' | Stade de France, Paris Árbitro: ITA Gianluca Gnecchi |

Disputa pelo 9.º lugar
| 27 julho 2024 17:00 |           |                             |                                                       |
| Samoa               | 5–10      | Quênia                      | Stade de France, Paris Árbitro: FIJ Tevita Rokovereni |
| Tries: Opetai 11' m | Relatório | Tries: Okeyo (2) 3' m, 8' m | Stade de France, Paris Árbitro: FIJ Tevita Rokovereni |

### Vela
Eventos com regata da medalha
| Atleta          | Evento       | Regatas | Regatas | Regatas | Regatas | Regatas | Regatas | Regatas | Regatas | Regatas | Regatas | Regatas | Regatas | Regatas | Regatas | Regatas | Regatas | Pontos | Pos. | Ref.   |
| Atleta          | Evento       | 1       | 2       | 3       | 4       | 5       | 6       | 7       | 8       | 9       | 10      | 11      | 12      | 13      | 14      | 15      | M*      | Pontos | Pos. | Ref.   |
| --------------- | ------------ | ------- | ------- | ------- | ------- | ------- | ------- | ------- | ------- | ------- | ------- | ------- | ------- | ------- | ------- | ------- | ------- | ------ | ---- | ------ |
| Eroni Leilua    | Laser        | 42      | 41      | 43      | 42      | 39      | 39      | 32      | 40      | —       | —       | —       | —       | —       | —       | —       | EL      | 274    | 42   | [ 17 ] |
| Vaimooia Ripley | Laser Radial | 42      | 41      | 43      | 40      | 38      | 39      | 44      | 39      | 43      | —       | —       | —       | —       | —       | —       | EL      | 325    | 43   | [ 18 ] |

M = Regata da medalha; EL = Eliminado(a) – não avançou para a regata da medalha